# Abounamy
Abounamy – rzeka w zachodniej części Gujany Francuskiej, dopływ Maroni.